# Poolvertrag
Mit einem Poolvertrag schließen sich mindestens zwei rechtlich selbständig bleibende Vertragsparteien zur Erreichung eines gemeinsamen Ziels für einen bestimmten Zeitraum durch einen Vertrag zusammen.

## Allgemeines
Das englische Verb „pooling“ bedeutet so viel wie „sich vereinigen, zusammenschließen“ oder Interessen bündeln. In der anglo-amerikanischen Rechtssprache ist der „pool“ eine vorübergehende vertragliche Personen- oder Unternehmensvereinigung, bei der die Vertragsbeteiligten den Zweck verfolgen, ihre gleichartigen Rechtspositionen in koordinierter Weise wahrzunehmen. Für den Rechtsbegriff Poolvertrag gibt es in der deutschen Rechtswissenschaft keine Legaldefinition und in den Wirtschaftswissenschaften wird dieser unterschiedlich definiert. Der Poolvertrag ist ein „Zusammenschluss von Interessenten … zum Zwecke der Verfolgung eines bestimmten, gemeinsamen Zwecks oder Zieles“. Im juristischen Schrifttum werden die Begriffe Pool und Konsortium synonym verwendet. Der Poolvertrag ist ein Finanzierungsinstrument, bei dem mehrere Gläubiger wie Kreditinstitute, Lieferanten oder Kreditversicherer sich zum Zwecke der Finanzierung eines Krisenunternehmens zusammenfinden. Beteiligte sind die Poolgläubiger und ihr gemeinsamer Schuldner.

## Rechtsfragen
Der Poolvertrag ist ein Gesellschaftsvertrag, der die Rechte und Pflichten der Poolgläubiger untereinander sowie gegenüber dem Schuldner und Dritten regelt und als uneigennützige Treuhand oder als Gesamthandsvermögen ausgestaltet sein kann. Letzteres führt zu einer GbR nach §§ 705 ff. BGB, indem die Poolgläubiger Teile ihres Vermögens auf die GbR übertragen. Die Poolgläubiger sind Gesellschafter der GbR. Es handelt sich um eine Innengesellschaft, weil sie nicht nach außen gemeinsam in ihrer Verbundenheit als GbR auftreten.
Wollen die Poolgläubiger eines Bankenpools ihre Kreditsicherheiten behalten, so bestellen sie lediglich einen Verwalter, der die Sicherungsrechte im fremden (durch Vollmacht) oder eigenen Namen (durch Ermächtigung) geltend machen kann. Ein Poolvertrag kann vor einer Krise des Schuldners (krisenunabhängiger Finanzierungspool), nach deren Eintritt oder gar erst nach Insolvenzeröffnung geschlossen werden und ist zum Zwecke der Unternehmenssanierung unbedenklich. Anfechtbar sind allerdings in der Insolvenz jene Sicherheitenpoolverträge, bei denen eine Poolbank Zahlungseingänge erhält, obwohl sie nicht unmittelbare Inhaberin einer Globalzession ist, sondern lediglich schuldrechtlich über den erweiterten Sicherungszweck hieran partizipiert.
Der Poolvertrag beinhaltet folgende Kernpunkte:
- Pool-Kredite: Die in den Poolvertrag einzubeziehenden Kredite werden genau definiert. Die Kreditlinien und Kreditinanspruchnahmen werden für jeden Poolgläubiger als prozentualer Anteil an den gesamten Pool-Kreditlinien und -inanspruchnahmen ermittelt.
- Pool-Kreditsicherheiten: Einzubeziehende Kreditsicherheiten werden genau definiert. Dabei ist darauf zu achten, dass gegenseitig kollidierende Kreditsicherheiten harmonisiert werden (etwa Globalzession und antizipiertes Besitzkonstitut bei der Sicherungsübereignung zu Gunsten verschiedener Poolgläubiger). Die Kreditsicherheiten können entweder bei jedem Poolgläubiger verbleiben oder werden an den Poolführer übertragen.
- Typische Poolklauseln:
  - Der Poolführer – meist die Hausbank oder die Bank mit den größten Krediten – tritt gegenüber dem Schuldner im Namen des Pools auf und ist alleingeschäftsführender Gesellschafter des Pools nach § 710 BGB.
  - Sicherungszweck: Ein weit gefasster Sicherungszweck stellt sicher, dass alle Poolsicherheiten für alle Poolforderungen haften.[9] Allerdings ist eine dingliche Mithaftung aller Sicherheiten erforderlich.
  - Saldenausgleich ist eine Klausel, bei der sich die beteiligten Poolbanken gegenseitig verpflichten, durch Kontoüberträge auf den Kreditkonten des Schuldners dafür zu sorgen, dass für alle Poolgläubiger die Kreditinanspruchnahme nach dem prozentualen Verhältnis der Kreditlinien jederzeit quotal verteilt wird.
  - Gesellschaftsvermögen: Es kann vereinbart werden, dass die Kreditsicherheiten kein Gesellschaftsvermögen nach § 718 Abs. 1 BGB bilden.

## Poolgläubiger
Als Poolgläubiger kommen die wichtigsten Gläubiger eines Unternehmens wie Kreditinstitute, Lieferanten oder Kreditversicherer in Frage.

### Kreditinstitute
Hat ein Kreditnehmer nicht nur ein als Hausbank fungierendes Kreditinstitut, sondern mehrere Bankverbindungen, so steht er mit diesen in bilateralen, individuellen Vertragsbeziehungen etwa durch Kreditverträge und auf mehrere Banken verteilte Kreditsicherheiten. Eine Poolbildung ist auch dann sinnvoll, wenn verschiedene Banken kollidierende Kreditsicherheiten halten, die nur bei koordiniertem Verhalten ihren Sicherungswert entfalten können. Das ist bis zu einer Unternehmenskrise des gemeinsamen Kreditnehmers auch unproblematisch (Finanzierungspool). Spätestens in der Krise des Kreditnehmers bietet sich eine Bündelung der bisher unterschiedlichen Kredite und Kreditsicherheiten an, was durch einen Sicherheitenpoolvertrag ermöglicht werden kann. Er wird zwischen den Kreditinstituten geschlossen und erfordert die Zustimmung des gemeinsamen Schuldners, weil sich der Sicherungszweck auf alle Poolkredite ausdehnt und Sicherheiten und/oder Salden unter den Poolbanken ausgetauscht werden.

### Lieferanten
Die Lieferanten können ihre Warenkredite durch alle Arten des Eigentumsvorbehalts sichern. Sie schließen sich zu Lieferantenpools zusammen, um Hindernisse bei der Sicherung und Verwertung ihrer Sicherungsrechte zu beseitigen und eine gemeinsame Strategie zu entwickeln.

### Kreditversicherer
Eine Kreditversicherung ist nur sinnvoll, wenn der versicherte Lieferant nicht bereits durch Eigentumsvorbehalt gesichert ist. Die Kreditversicherer versichern den Lieferantenkredit, der im Rahmen der Warenkreditversicherung den Ausfall von Kreditoren absichert. Im Versicherungsfall ist die Kreditversicherung der Gläubiger des Krisenunternehmens, weil dieses seine Kreditoren nicht mehr fristgerecht bedienen kann.

## Versicherungspool
Etwas anderes ist der Zusammenschluss von Versicherungs- und Rückversicherungsgesellschaften zum Zwecke eines Versicherungspools. Hier stehen Versicherungen nicht als Gläubiger einem gemeinsamen Schuldner gegenüber, sondern schließen Poolverträge ab, um besonders gefährliche oder unausgeglichene Risiken untereinander aufzuteilen und gemeinschaftlich zu tragen. Es handelt sich um eine Gefahrengemeinschaft, die Großrisiken untereinander ausgleicht. Die Versicherer verpflichten sich, alle im Poolvertrag bezeichneten Risiken nach einem vorher festgelegten Beteiligungsschlüssel zu zeichnen. Die Einzelrisiken stehen bei der Gründung des Pools noch nicht fest. Jeweils ein Versicherer versichert einen Versicherungsnehmer und zediert das Risiko an den Pool. Jedes Poolmitglied ist an jedem Risiko des Pools beteiligt.
Bekannteste Anwendungsbeispiele sind:
- Deutscher Luftpool,
- die Deutsche Kernreaktor-Versicherungsgemeinschaft
- der Atompool,
- der Terrorismuspool (siehe Extremus Versicherung) oder
- die Deutsche Pharma-Rückversicherungsgemeinschaft.

## Aktionärsbindungsvertrag

### Deutschland
Der Aktionärsbindungsvertrag (auch Stimmenpoolvertrag genannt) ist in Deutschland eine gesetzlich nicht geregelte schuldrechtliche Vereinbarung zwischen Aktionären einer Aktiengesellschaft, die der Festlegung von Pflichten und Rechten der Aktionäre untereinander dient. Dies ist eine Ausgestaltung des Poolvertrages, was sonst im rechtsfreien Raum wäre bzw. nicht klar geregelt ist. Durch das Zusammenfassen von Stimmen im Poolvertrag können in der Hauptversammlung Mehrheiten erreicht werden, um Anträge durchzusetzen oder zu verhindern. Es werden u. a. vertragliche Regelungen getroffen, was beim Ausscheiden eines Aktionärs zu tun ist (z. B.: Regelung der Rechte beim Verkauf der Aktien), ob Mehrheiten (z. B. Sperrminorität) gebildet oder wie die Machtverhältnisse innerhalb der Aktiengesellschaft geregelt werden soll (z. B. Vetorecht bei bestimmten Entscheidungen beispielsweise Budget, Wahl des Aufsichtsrats etc.)
Stimmenpoolverträge sind ebenso bei anderen Kapitalgesellschaften und Personengesellschaften möglich, um die Stimmen in der Gesellschafterversammlung zu regeln, kommen aber seltener vor.

### Schweiz
In der Schweiz wurde der Aktionärsbindungsvertrag ebenfalls nicht eigenständig im Aktienrecht geregelt und dient wie in Deutschland der Festlegung von Pflichten und Rechten der Aktionäre untereinander. Dies führt dazu, dass der Aktionärsbindungsvertrag jeweils im Zusammenhang mit dessen Inhalt ausgelegt und qualifiziert werden muss. Je nach Inhalt kann es sich daher dabei um einen einseitigen Schuldvertrag (bspw. Ausgabe von Mitarbeiteraktien und dessen Rückgabe), einen zweiseitigen Schuldvertrag (bspw. Austausch von Leistungen: Kaufrecht) oder einen Gesellschaftsvertrag (bspw. Erreichen eines gemeinsamen Gesellschaftszieles anhand abgestimmten Verhaltens: Gesellschaftsrecht) handeln. In der Schweiz gelten keine besonderen Formvorschriften für den Aktionärsbindungsvertrag, jedoch findet er seine Schranken im Verbot der übermäßigen Bindung (Art. 27 ZGB). Oftmals werden mit ihm die Stimmrechtsausübung der Aktionäre, die Zusammensetzung des Verwaltungsrates, Konkurrenzklauseln oder Vorkaufsrechte geregelt.

## Mietenpool
Eine Mieteinnahmegemeinschaft, auch Mietpool (missverständlich) oder Mietenpool genannt, ist ein Zusammenschluss von Immobilieneigentümern, um Vermietungsrisiken, insbesondere das Leerstandsrisiko, gemeinsam zu tragen. Bei einer Mieteinnahmegemeinschaft fließen alle Mieteinnahmen direkt in einen gemeinsamen Pool. Aus diesem werden die Zahlungen an die einzelnen Gesellschafter der Gemeinschaft meist unterjährig gepuffert, um konstantere Auszahlungshöhen zu erzielen. Dabei ist auf Ausgewogenheit zwischen den Rücklagenbedarf für Leerstand und dem Auszahlungsinteresse der einzelnen Gesellschafter zu achten. Der Verwalter des Pools ist meist geschäftsführend tätig. Häufig steht er der WEG-Verwaltung nahe, oder diese übernimmt die Aufgaben des Poolverwalters in Personalunion. Der Poolverwalter vereinnahmt die Mieten und begleicht die Forderungen der WEG-Verwaltung und gegebenenfalls Dritter. Der verbleibende Betrag ist auf Basis der Gesellschaftervereinbarung an die Gesellschafter auszukehren. Als Vorteil des Pools gilt, dass auch bei einem vorübergehenden Leerstand nach einem Mieterwechsel weiterhin Mieteinnahmen fließen. Die monatlichen Erlöse sind zwar geringer als bei einer direkten Vermietung, dafür ist das Leerstandsrisiko auf alle Beteiligten verteilt. Die Mieteinnahmegemeinschaft wird meist als GbR geführt, zusätzlich zur Wohnungseigentümergemeinschaft. Sie unterliegt nicht dem Wohnungseigentumsrecht, sondern dem BGB.

### Kritik
Das Mietpoolsystem wurde bei Schrottimmobilien als Vorteil herausgestellt. Bei einer zu großen Zahl von leerstehenden Wohnungen, die wegen baulicher Mängel oder schlechter Lage nicht vermietbar sind, bricht das Ausgleichssystem aber sehr schnell zusammen, weil die gemeinsam erwirtschafteten Einnahmen die Unterhalts- und Reparaturkosten nicht mehr decken.

## Rechtsprechung
- Aufklärungspflichten bei Mietpool-Empfehlung im Rahmen einer Anlageberatung; BGH, Urteil vom 30. November 2007, Az. V ZR 284/06, Volltext
- Vertragsanfechtung auf Basis einer Mietpool-Empfehlung; BGH, Urteil vom 18. Juli 2008, Az V ZR 71/07, Volltext
- Anwendbarkeit von Wohnungseigentumsrecht auf Mietpools; BGH, Urteil vom 2. Juli 2009, Az. III ZR 333/08, Volltext